# 削りかまぼこ
削りかまぼこ（けずりかまぼこ）は、かまぼこの一種。弾力のあるかまぼこを削り節のように削ったもの。

## 概要
愛媛県南予地方の八幡浜市や西予市などで作られている。すり身を小判状に成型し蒸した後、乾燥させ薄く削ったかまぼこである。もともとは冷蔵庫などない時代にかまぼこが日持ちしない事から、乾燥させたかまぼこを削って食べたのがそもそもの始まりだと言われている。
原材料として用いる魚は、エソやグチである。

### 食べ方
そのままの状態で、ビールのおつまみや子供のおやつなどとして食べる。ふりかけのように、おむすびやちらし寿司、冷奴などにかけたり、お吸い物などに入れたりするなど、さまざまな料理で用いることができる。

## 製造方法
1. すり身を小判状に成型
2. 蒸し器で加熱
3. 乾燥機にて1-3日ほど乾燥
4. 専用の機械で薄く削る
5. 袋詰め

## 引用文献
1. ↑  『全国の物産と産業』通算企画調査会, 1984年, p.505